# Cyrus Faryar

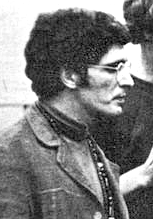
Cyrus Faryar (1965)

Cyrus Faryar (* 26. Februar 1936 in Teheran, Iran) ist ein US-amerikanischer Folkmusiker, Songwriter und Musikproduzent.

## Biografie
Geboren in Teheran, als Kind einige Jahre in England, wuchs Faryar in Honolulu auf. Dave Guard, einer der Gründer des Kingston Trio, war sein Schulfreund. Ab 1957 hatte Faryar ein Kaffeehaus in Honolulu. 1961 lud Guard ihn ein, in seiner neuen Gruppe „The Whiskeyhill Singers“ mitzuwirken, die jedoch nur ein halbes Jahr bestand.
Zurück in Honolulu war Faryar Mitbegründer des Modern Folk Quartet, das zwei Alben veröffentlichte, bevor es sich 1966 auflöste. Später gab es mehrere Wiedervereinigungen der Gruppe, zeitweise als Quintett.
Im Mai 1967 erschien das psychedelische Album The Zodiac: Cosmic Sounds, das Faryar mit Paul Beaver am Moog-Synthesizer aufgenommen hatte. Beim Monterey Pop Festival im Juni 1967 trat Faryar mit einer „Group with no Name“ auf. 1968 spielte er Gitarre und Ukulele auf Cass Elliots Album Dream a Little Dream, für das er auch zwei Songs schrieb.
Anfang der 1970er veröffentlichte Faryar zwei Soloalben, Cyrus (1971) und Islands (1973). Als Produzent arbeitete er insbesondere für die Comedy-Gruppe „The Firesign Theatre“, als Sessionmusiker unter anderem mit Linda Ronstadt.